# Bistum Caozhou
Das Bistum Caozhou (lateinisch Dioecesis Zaoceuvensis, chinesisch 天主敎曹州敎區) ist eine in der Volksrepublik China gelegene römisch-katholische Diözese mit Sitz in Heze (früherer Name: Caozhou). Die Chinesische Katholisch-Patriotische Vereinigung verwendet den Namen Bistum Heze.

## Geschichte
Das Apostolische Vikariat Caozhoufu wurde am 12. November 1934 durch Papst Pius XI. mit der Apostolischen Konstitution A Romano Pontifice aus Gebietsabtretungen des Apostolischen Vikariats Yenchowfu errichtet. Die Seelsorge wurde der Ordensgemeinschaft der Steyler Missionare anvertraut. Am 11. April 1946 wurde das Apostolische Vikariat Caozhoufu durch Papst Pius XII. mit der Apostolischen Konstitution Quotidie Nos zum Bistum erhoben, in Bistum Caozhou umbenannt und dem Erzbistum Jinan als Suffragandiözese unterstellt.
1950 zählte das 13.000 km² große Bistum Caozhou 74.013 Katholiken, was 1,9 % der Bevölkerung in dieser Region darstellte, sowie 12 Diözesanpriester, 37 Ordenspriester und 49 Ordensschwestern. Nach der Gründung der Volksrepublik China im Jahr 1949 wurden in den 1950er Jahren die ausländischen Missionare des Landes verwiesen und der einheimische Klerus hatte unter staatlicher Verfolgung zu leiden. Infolge der Kulturrevolution (1966–1976) wurden schließlich alle mehr als 30 Kirchen des Bistums Caozhou, einschließlich der Kathedrale, zerstört.
Erst 2001 konnte mit der Rosary Church wieder eine Kirche errichtet werden. Am 26. November 2010 wurde die neue Kathedrale des Bistums, die Cathedral of Christ the King, geweiht.

## Territorium
Das Gebiet des Bistums Caozhou umfasst die Kreise Juancheng, Yuncheng, Juye, Chengwu, Shan, Dongming und Cao sowie die Stadtbezirke Mudan und Dingtao im Südwesten der Provinz Shandong.

## Ordinarien

### Apostolische Vikare von Caozhoufu
- Franz Hoowaarts SVD, 1934–1946

### Bischöfe von Caozhou
- Franz Hoowaarts SVD, 1946–1954
  - Charles Li Ming-yue, 1958–1970 (Bischof der Chinesischen Katholisch-Patriotischen Vereinigung, vom Heiligen Stuhl nicht anerkannt)
- Joseph Li Bing-yao SVD, 1990–1995 (Geheimbischof)
- Joseph Wang Dian Duo OAR, 1996–2004 (Geheimbischof)
- Sedisvakanz, seit 2004
  - Wang Chengli, seit 2004 (Apostolischer Administrator)